# 呼吸筋
呼吸筋（こきゅうきん, 英語: Muscles of respiration）は、呼吸を行う筋肉の総称。すなわち、呼吸をするときに胸郭の拡大、収縮を行う筋肉のこと。種類としては、横隔膜、内肋間筋、外肋間筋、胸鎖乳突筋、前斜角筋、中斜角筋、後斜角筋、腹直筋、内腹斜筋、外腹斜筋、腹横筋などがある。
正常安静呼吸では、吸気は主に横隔膜の収縮によって行われ、また外肋間筋も使用される。呼気は筋肉を用いず、伸展された肺の受動的反跳（ふくらんだ肺が自然にもとに戻ろうとする力）によって行われる。努力呼吸時には、吸気には胸鎖乳突筋、前斜角筋、中斜角筋、後斜角筋が、呼気には内肋間筋、腹直筋、内腹斜筋、外腹斜筋、腹横筋といった呼吸補助筋が補助的に用いられる。